# Georg Enzenberger
Georg Enzenberger (* 1994) ist ein österreichischer Triathlet. Er ist zweifacher und amtierender Staatsmeister Triathlon-Langdistanz (2023, 2024) und Triathlon-Mitteldistanz (2021). Er wird als Drittschnellster geführt in der Bestenliste österreichischer Triathleten auf der Ironman-Distanz.

## Werdegang
Georg Enzenberger startete 2015 bei seinem ersten Triathlon. Beim Ironman Hawaii (Ironman World Championships) wurde er 2017 Vizeweltmeister der Altersklasse 18–24.
Seit 2021 startet Georg Enzenberger als Profi. Im Juli 2021 wurde der damals 27-Jährige beim Trumer Triathlon Staatsmeister auf der Triathlon-Mitteldistanz.
2023 wurde er im Juni auch Staatsmeister Triathlon-Langdistanz.
Im Mai 2024 wurde er bei der Challenge St. Pölten Dritter bei der Staatsmeisterschaft auf der Triathlon-Mitteldistanz.
Im August wurde er in Podersdorf mit dem zweiten Rang im Austria-Triathlon hinter dem Tschechen Jan Oppolzer zum zweiten Mal Staatsmeister auf der Langdistanz.
Georg Enzenberger lebt in Eferding.

## Sportliche Erfolge
| Datum/Jahr    | Rang | Wettbewerb                                       | Austragungsort    | Zeit     | Bemerkung                                                                           |
| ------------- | ---- | ------------------------------------------------ | ----------------- | -------- | ----------------------------------------------------------------------------------- |
| 26. Mai 2024  | 3    | ÖTRV Triathlon-Staatsmeisterschaft Mitteldistanz | St. Pölten        | 04:00:45 | 3. Rang Triathlon-Staatsmeisterschaft als Neunter bei der Challenge St. Pölten      |
| 16. Juli 2023 | 8    | Trumer Triathlon                                 | Obertrum am See   | 03:59:16 | [ 3 ]                                                                               |
| 28. Mai 2023  | 4    | Omni Biotic Apfelland Triathlon                  | Stubenberg am See | 3:59:50  | 3. Platz Staatsmeisterschaft Mitteldistanz                                          |
| 15. Okt. 2022 | 15   | Challenge Mallorca                               | Peguera           | 4:04:52  |                                                                                     |
| 12. Juni 2022 | 1    | Omni Biotic Apfelland Triathlon                  | Stubenberg am See | 03:53:06 | erster Sieg als Triathlon-Profi                                                     |
| 29. Mai 2022  | 7    | Challenge St. Pölten                             | St. Pölten        | 3:51:54  |                                                                                     |
| 29. Aug. 2021 | 3    | Ironman 70.3 Zell am See-Kaprun                  | Zell am See       | 04:07:41 |                                                                                     |
| 8. Aug. 2021  | 1    | Aloha Tri Traun                                  | Traun             | 1:55:32  | Sieg Double (Kurzdistanz und Sprint an einem Tag)                                   |
| 18. Juli 2021 | 2    | Trumer Triathlon                                 | Obertrum am See   | 03:58:15 | Österreichischer Staatsmeistertitel Mitteldistanz, 2. Platz hinter Patrik Lange     |
| 30. Mai 2021  | 15   | Challenge St. Pölten                             | St. Pölten        | 03:55:43 |                                                                                     |
| 1. Mai 2021   | 29   | Ironman 70.3 St George                           | Utah              | 04:01:33 | erster Start als Triathlon-Profi                                                    |
| 5. Aug. 2020  | 2    | Krems Triathlon                                  | Krems             |          |                                                                                     |
| 1. Juni 2019  | 1    | Linz-Triathlon                                   | Linz              |          | Sieger auf der Mitteldistanz (1,9 km Schwimmen, 90 km Radfahren und 21,1 km Laufen) |

| Datum/Jahr    | Rang | Wettbewerb                                     | Austragungsort | Zeit     | Bemerkung |
| ------------- | ---- | ---------------------------------------------- | -------------- | -------- | --- |
| 31. Aug. 2024 | 1    | ÖTRV Staatsmeisterschaft Triathlon Langdistanz | Podersdorf     |          | im Austria-Triathlon |
| 10. Sep. 2023 | 26   | Ironman World Championship Nizza               | Nizza          | 09:00:29 | Erster Start World Championship als Profi-Triathlet                                                                       |
| 18. Juni 2023 | 1    | ÖTRV Staatsmeisterschaft Triathlon Langdistanz | Klagenfurt     | 08:08:28 | 3. Rang im Ironman Austria, Qualifikation Ironman-WM Nizza                                                                |
| 3. Juli 2022  | DNF  | Ironman Austria                                | Klagenfurt     |          | |
| 5. Sep. 2020  | 3    | ÖTRV Staatsmeisterschaft Triathlon Langdistanz | Podersdorf     | 07:59:02 | Staatsmeisterschaft Langdistanz beim Austria-Triathlon                                                                    |
| 14. Okt. 2019 |      | Ironman Hawaii                                 | Hawaii         | 08:56:51 | Zweiter der Altersklasse 25–29                                                                                            |
| 7. Juli 2019  | 13   | Ironman Austria                                | Klagenfurt     | 08:52    | |
| 2017          |      | Ironman Hawaii                                 | Hawaii         | 09:34:02 | Zweiter der Altersklasse 18–24; im Nachhinein zum Sieger erklärt, da der ursprüngliche Sieger des Dopings überführt wurde |
| 2017          |      | Ironman Austria                                | Klagenfurt     | 09:13    | |

| Datum/Jahr    | Rang | Wettbewerb                                       | Austragungsort | Zeit     | Bemerkung                                |
| ------------- | ---- | ------------------------------------------------ | -------------- | -------- | ---------------------------------------- |
| 30. Apr. 2022 | 1    | Attnanger Sparkassen Stadtlauf 10 km             | Attnang        | 32:08    | Österreichischer Meister Mannschaft 10km |
| 30. Jan. 2022 | 2    | Oberösterreichische Landesmeisterschaften 3000 m | Linz           | 08:59    | [ 10 ]                                   |
| 24. Okt. 2021 | 12   | Oberbank Linz Donau Marathon                     | Linz           | 02:32:53 | als zweitbester Österreicher             |